# Queso Arribes de Salamanca
Queso Arribes de Salamanca es una marca de garantía autorizada en febrero de 2002.

## Características
La principal característica de este queso es que se elabora de forma tradicional a partir de leche cruda de oveja, con adición de cuajo natural. La maduración y conservación es realizada por maestros queseros, que a pesar de los avances de la tecnología guardan celosos las formas de elaboración tradicionales.
Se caracteriza por su aspecto al corte, con abundantes ojos distribuidos heterogéneamente, un agradable aroma y un franco sabor, en el que se perciben sabores ácidos y salados dentro de los elementales, con sensaciones trigeminales picantes. La persistencia en boca es larga con evolución lenta, dejando un agradable recuerdo.
Todo el queso amparado bajo dicha marca de garantía es sometido a una serie de controles que engloban todo el proceso productivo, desde la explotación ganadera hasta la expedición del producto final, garantizando su calidad.
Una entidad de certificación externa e independiente certifica nuestro producto, garantizando el cumplimiento de las normas establecidas en su reglamento de uso.
Todos los quesos amparados bajo la denominación van acompañados de esta contraetiqueta, sello que asegura la calidad del producto. La zona de producción de la leche es la comarca agraria de Vitigudino (subcomarcas de La Ramajería, Las Arribes, El Abadengo y Tierra de Vitigudino).

## Empresas que forman parte de la marca de garantía
- Quesos García Calvo, situada en la localidad de Vilvestre
- Cogalad, situada en la localidad de Valderrodrigo
- Felipe Hernández Vacas SL, situada en la localidad de Hinojosa de Duero
- Artesanos del Arco Hernández, situada en la localidad de Bogajo
- Queserías Iglesias SL, situada en la localidad de Vitigudino
- Hacienda Zorita, situada en la localidad de San Pelayo de Guareña